# Okulomotorni živac
Okulomotorni živac (lat. nervus oculomotorius) je motorni moždani živac, koji inervira poprečno-prugaste mišiće očne šupljine (s izuzetkom gornjeg kosog i vanjskog pravog mišića), a sadrži i parasimpatička nervna vlakna koja inerviraju dva glatka mišića unutar očne jabučice – cilijarni mišić i sfinkter zjenice.
Živac polazi od dvije jezgre smještene u srednjem mozgu: jezgre okulomotornog živca (lat. nucleus nervi oculomotorii}}) i pomoćne okulomotorne jezgre (lat. nucleus oculomotorius accessorius ili Edinger-Westphalova jezgra). On izlazi na prednjoj strani srednjeg mozga i prostire se koso prema naprijed i lateralno kroz stražnju i srednju lubanjsku jamu i nakon toga ulazi u očnu šupljinu kroz gornju orbitalnu pukotinu.
Poslije ulaska u očnu šupljinu, živac se deli u dve grane: gornju (lat. ramus superior) i donju (lat. ramus inferior). Gornja grana oživčava gornji pravi mišić i mišić podizač gornjeg očnog kapka. Donja grana inervira unutrašnji, donji pravi i donji kosi mišić, a sadrži i parasimpatička vlakna koja prelaze u tzv. okulomotorni korijen. Iz njega vlakna dolaze do cilijarnog ganglija, koji je pridodat oftalmičkom živcu, a odatle polaze postganglijska vlakna koja ulaze u sastav kratkih cilijarnih živaca (lat. nn. ciliares breves) i oživčavaju cilijarni mišić i mišić sfinkter zenice.